# Kem (chanteur)
Pour les articles homonymes, voir Kem et Owens.
Adekemi Owens, alias Kem est un chanteur, auteur-compositeur et accessoirement claviériste et producteur de soul et de jazz américain d'origine nigériane, né à Nashville, dans le Tennessee. Bien qu'il soit souvent avant tout apparenté au mouvement Neo soul, beaucoup voient en lui le nouvel Al Jarreau.

## Biographie
Bien que né à Nashville, dans le Tennessee, c'est à Détroit, dans le Michigan, que Kem a grandi. Après avoir fini ses études supérieures, Kem s'est retrouvé SDF et dépendant de la drogue, ce qui l'a complètement isolé de sa famille. Il n'a pu résoudre ces problèmes, comme il le raconte, que grâce à la spiritualité et à la musique.
Il affirme ne pas créer de la musique pour le marché très porteur du R'n'B adolescent à forte dominante hip-hop et dit que sa musique et ses paroles s'adressent à un public adulte amateur de soul/jazz. 
Il a écrit, produit et financé son premier album autoproduit, Kemistry, avec son American Express et l'argent qu'il a pu se procurer en chantant des tubes du top 40 américain dans des restaurants et lors de mariages.
En novembre 2001, il est signé sur la très prestigieuse Motown, qui ressort son premier album le 25 février 2002. L'album se vend à plus de 500.000 exemplaires et devient disque d'or dans tout le pays. Le premier single de l'album, "Love Calls", devient un hit sur les radios adultes urbaines et smooth jazz. Le quotidien USA Today qualifie immédiatement "Love Calls" de Classique Motown.
S'ensuit un deuxième album, intitulé tout simplement Album II, paru le 17 mai 2005 chez Motown et qui se vend une fois de plus à plus de 500.000 exemplaires à travers tout le pays, atteint la 3e place du Billboard (tous genres confondus), et finit disque d'or. Il inclut le single à succès "I Can't Stop Loving You", no 1 sur les radios adultes urbaines, ainsi que la chanson "You Might Win", avec Stevie Wonder à l'harmonica.

## Discographie

### Albums
- Kemistry (2002) ; [Disque d'or]
- Album II (2005) #3 US ; [Disque d'or]
- Intimacy (2010)
- Promise to love (2014)

### Singles
| Année | Titre                           | Meilleur classement | Meilleur classement | Album    |
| Année | Titre                           | US Hot 100          | US R&B/Hip-Hop      | Album    |
| ----- | ------------------------------- | ------------------- | ------------------- | -------- |
| 2003  | Love Calls                      | -                   | #25                 | Kemistry |
| 2005  | I Can't Stop Loving You         | #87                 | #20                 | Album II |
| 2005  | Find Your Way (Back in My Life) | -                   | #43                 | Album II |

## Récompenses & nominations
- 2005 Billboard Music Awards : son titre I Can't Stop Loving You reçoit le prix de Top Adult R&B Single of the Year (meilleur single de R&B adulte de l'année)
- 2005 Billboard Music Awards : il est nommé dans la catégorie Top Adult R&B Artist of the Year (meilleur artiste de R&B adulte de l'année) mais le prix revient à Fantasia Barrino.

## Lien
- Site officiel
- Ressources relatives à la musique :   - AllMusic
  - Billboard
  - Carnegie Hall
  - Discogs
  - MusicBrainz
  - Muziekweb
  - Songkick
- Notices d'autorité :   - VIAF
  - ISNI
  - BnF (données)
  - LCCN
  - WorldCat
- KemistryRecords.Com - Label